# ミニモータートレイン
ミニモータートレインは2001年3月よりエポック社から発売されていたカプセルトイの鉄道玩具。一回200円（一部除く）。車両は基本的に4両編成か6両編成。レールは黒色で成型されている。2017年2月の時点で78弾まで発売されている。
先頭車にはライトがついていて（一部除く）、前から2両目には動力が付いていて走らせることが可能。窓やドアは印刷されている(ただしキャンペーン車両は透明成型と塗装でリアルに再現してある)。
○○大集合・○○対決・○○スペシャル等と称した、再発売品のみで構成された弾もあるので、買い逃しても後に入手できることもある。
登場当時はゼンマイ駆動方式が主流だった時代にモーターとライトを搭載しているという今までに無い多機能性と、カプセルプラレールとはまた違う精巧にデフォルメされたコミカルな姿が話題となった。このことは後に、ライバル商品であるユージンのカプセルプラレールシリーズにもライト車やモーター車が登場するなど影響を与えた。車両や線路やストラクチャーなども独自の商品展開を見せ、鉄道ファンに人気を得ている。2017年02月の第78弾以降は発売を途絶えていたが、2022年8月にエポック社からライセンスを受けてターリン・インターナショナルから「ミニモータートレインSLデラックス」として5年ぶりに復活した。先頭車のライトが黄色がかったオレンジのLEDから白色LEDに変更になっている他、値段が200円から300円に変更になっている。
カプセルの色は、ライト付き先頭車は下半分が赤、モーター付き中間車は下半分がピンク（下半分の赤、ピンクの両者とも車両の入ってないレールや建物などもある。）、その他中間車や後部車、レールや駅、建物などは下半分が青、緑、黄色、黒などがある。

## 車両
詳細がないものは4両編成、※印のものは6両編成、それ以外は記載
新幹線（東海道・山陽）
- 0系(ノーマル・ウエストひかり・開業時・フレッシュグリーン)
- 300系※
- 500系
- 700系(ノーマル・AMBITIOUS JAPAN!・B編成)
- 700系レールスター
- N700系※
- N700A※
- N700S※
- N700系S1編成さくら※
- 922形ドクターイエロー
- 923形ドクターイエロー

新幹線(東北・上越・山形・秋田・長野)
- 200系(新・旧塗装)
- 400系つばさ(新・旧塗装)
- E2系あさま※
- E2系1000番台はやて※
- E3系こまち※
- E3系1000番台つばさ(第25弾では4両,第40弾では6両)
- E3系2000番台つばさ(新・旧塗装)※
- E4系MAX
- E5系※
- H5系※
- E6系※
- E7系※
- 925形ドクターイエロー
- E926形East-i※

通勤形・一般形電車
- 103系(山手線・総武緩行線・京葉線・常磐快速線・大阪環状線・阪和線・仙石線)
- 201系(中央線・JR京都神戸線・大阪環状線・関西本線)
- 205系(山手線・京浜東北線・総武緩行線・埼京線・横浜線・京葉線・南武線・武蔵野線・京阪神緩行線)
- 209系500番台(中央・総武緩行線・京浜東北線)
- E231系(中央・総武緩行線・湘南新宿ライン)
- E231系500番台(山手線)
- E233系(京浜東北線・中央快速線)
- E233系3000番台(東海道線)
- E233系5000番台(京葉線)
- E235系(山手線)
- E531系(常磐線)

特急形車両
- 253系(成田エクスプレス・日光・きぬがわ)
- E259系成田エクスプレス※
- 485系(レッドエクスプレス・雷鳥・はくたか・あかべぇ)※
- 681系(サンダーバード・はくたか)※
- 781系ドラえもん海底列車※
- 885系(かもめ・ソニック)※

蒸気機関車・電気機関車・客車・貨車
- C57形(ノーマル・やまぐち号)(2両)
- C58形(1両)
- D51形(2両)
- ED76形(はやぶさ)(1両)
- EF81形(北斗星・トワイライトエクスプレス・日本海・彗星・あかつき・北陸)(1両)
- EF510形500番台(北斗星・カシオペア)(1両)
- 客車(赤・青・茶・緑・やまぐち号・北斗星・トワイライトエクスプレス・日本海・彗星・あかつき・はやぶさ・北陸)(3両)
- 有蓋車(3種)
- タンク車
- コンテナ車(2種)
- 無蓋車
- タンクコンテナ車
- 車掌車

私鉄
- 小田急7000系LSE(新・旧塗装)※
- 小田急60000系MSE(第50弾では6両,第53･62弾では4両)
- 北越急行681系2000番代はくたか※

限定品
- C57ばんえつ物語号(2両)　(雑誌「RM MODELS 7月号増刊」鉄道おもちゃFile No.018特別付録)
- 500系彩色リアルバージョン　(3周年＆500万個達成記念プレゼントキャンペーン景品)
- 700系AMBITIOUS JAPAN!彩色リアルバージョン　(700万個達成記念プレゼントキャンペーン景品)
- C57 178(クリアボディ仕様)(5両)　(シリーズ第50弾プレゼントキャンペーン景品)
- ばんえつ物語号客車セット(3両)　(ネット通販ホビダス限定品)

## レール・ストラクチャー
レール
- 直線レール
- 曲線レール
- 坂道レール
- 十字レール
- ポイントレール(複線・曲線)

ストラクチャー
- ホーム
- 踏切
- 信号機
- 鉄橋(トラス部)
- 架線柱
- 駅舎
- 高架橋(大・小)
- 跨線橋
- 立体ホーム
- サウンド駅舎
- サウンド信号所
- 柵(直線用・曲線内側用・曲線外側用)
- トンネル(直線用・曲線用)
- 車庫(グレー・ブラウン)
- 車止め
- 光る駅ビル
- 光るホーム

## シリーズ
ターリン・インターナショナルでの発売シリーズ
| 弾 | 発売日     | 商品名                          | 車種                                              | ストラクチャーなど                             |
| -- | ---------- | ------------------------------- | ------------------------------------------------- | ---------------------------------------------- |
| 1  | 2022年8月  | SLデラックス                    | SLやまぐち号（C57 1）、蒸気機関車C58 31、貨物列車 | トンネル                                       |
| 2  | 2022年12月 | N700A新幹線＆E5系新幹線         | N700A、E5系                                       | ポイントレール、車庫                           |
| 3  | 2023年3月  | E7系北陸新幹線＆500系山陽新幹線 | E7系、500系                                       | 坂道レール、高架橋                             |
| 4  | 2023年7月  | 新旧山手線                      | E235系、E231系500番台                             | 坂道レール、高架橋、こせん橋、駅舎、立体ホーム |
| 5  | 2023年12月 | E6系こまち&ドクターイエロー     | E6系こまち、923形ドクターイエロー                 | 坂道レール、高架橋、車庫                       |
| 6  | 2024年4月  | E3系つばさ&レールスター         | E3系つばさ、700系レールスター                     | ポイントレール、こせん橋、駅舎、立体ホーム     |
| 7  | 2024年8月  | N700Sのぞみ＆D51                | N700Sのぞみ、蒸気機関車D51496                     | トンネル                                       |

ミニモータートレイン
第1弾(2001年3月発売,全6種) 500系新幹線
第2弾(2001年7月発売,全6種) 700系新幹線
第3弾(2001年9月発売,全6種) 500系新幹線Vol.2
第4弾(2001年10月発売,全8種) 205系通勤形電車
第5弾(2001年12月発売,全?種) C58蒸気機関車
第6弾(2002年1月発売,全8種) 923形ドクターイエロー
第7弾(2002年3月発売,全8種) E4系2階建て新幹線MAX
第8弾(2002年5月発売,全14種) 0系新幹線&700系新幹線レールスター
第9弾(2002年7月発売,全?種) 200系東北新幹線&400系山形新幹線
第10弾(2002年9月発売,全15種) 922形ドクターイエロー&923形ドクターイエロー
第11弾(2002年10月発売,全15種) EF81電気機関車「北斗星」&205系通勤電車「総武線」
第12弾(2003年1月発売,全20種) ミニモータートレインIR 700系新幹線(赤外線リモコン車)･EF81･C58
第13弾(2003年4月発売,全15種) ミニモータートレインIR E3系秋田新幹線こまち（赤外線リモコン車)&E4系2階建て新幹線MAX
第14弾(2003年6月発売,全16種) 0系山陽新幹線フレッシュグリーン&C58機関車貨物列車
第15弾(2003年8月発売,全17種) 681系特急列車サンダーバード&E926形East-i
第16弾(2003年10月発売,全13種) ミニモータートレインIR 500系新幹線(赤外線リモコン車)&200系新幹線リニューアル
第17弾(2003年11月発売,全15種) 885系特急列車かもめ&400系新幹線リニューアル
第18弾(2003年12月発売,全15種) 885系特急列車かもめ&885系特急列車ソニック
第19弾(2003年12月発売,全15種) 東北新幹線E2系1000番代はやて&925形ドクターイエロー
第20弾(2003年12月発売,全13種) 205系形通勤電車●山手線●京阪神緩行線
第21弾(2003年12月発売,全13種) 205系形通勤電車●京葉線●埼京線
第22弾(2004年3月発売,全20種) ミニモータートレインRS(リアルサウンド) 0系「ウエストひかり」&寝台特急●日本海●彗星･あかつき
第23弾(2004年4月発売,全23種) 485系特急列車●レッドエクスプレス●雷鳥●はくたか
第24弾(2004年6月発売,全18種) 新幹線大集合●0系●700系レールスター●E3系こまち●E4系MAX
第25弾(2004年9月発売,全15種) 小田急ロマンスカー7000形LSE&E3系山形新幹線つばさ
第26弾(2004年10月発売,全15種) 103系通勤形電車総武線&常磐線
第27弾(2004年12月発売,全16種) 通勤電車大集合●103系仙石線●201系JR京都･神戸線●201系中央線●205系横浜線
第28弾(2005年3月発売,全15種) E2系長野新幹線あさま&C58蒸気機関車貨物列車
第29弾(2005年6月発売,全16種) 通勤電車東西対決！●209系500番代京浜東北線●E231系中央･総武緩行線●103系大阪環状線●103系阪和線
第30弾(2005年7月発売,全14種) 700系新幹線(AMBITIOUS JAPAN!仕様)&923形「ドクターイエロー」
第31弾(2005年10月発売,全15種) N700系新幹線&0系新幹線開業時モデル(N1編成)
第32弾(2005年12月発売,全16種) C57形蒸気機関車&681系はくたか
第33弾(2006年3月発売,全22種) 新幹線･特急電車大集合●E2系1000番代はやて●400系新幹線つばさ●485系雷鳥●885系かもめ
第34弾(2006年5月発売,全19種) ミニモータートレインIR E231系湘南新宿ライン(赤外線リモコン車)&EF81形電気機関車･95号機&貨物列車
第35弾(2006年7月発売,全18種) 新幹線大集合2●0系フレッシュグリーン●700系●E3系こまち●200系リニューアル
第36弾(2006年8月発売,全15種) 300系新幹線電車&205系通勤形電車埼京線
第37弾(2006年10月発売,全17種) D51形蒸気機関車&N700系新幹線
第38弾(2006年12月発売,全18種) 日本列島縦断編●EF81寝台特急「北斗星」●209系500番代「京浜東北線」●500系新幹線●485系レッドエクスプレス
第39弾(2007年2月発売,全14種) 通勤形電車「オレンジ対決！」●E233系中央快速線●201系大阪環状線
第40弾(2007年5月発売,全18種) 日本列島縦断編2●300系新幹線●E3系新幹線つばさ●209系総武緩行線
第41弾(2007年7月発売,全19種) 人気スター列車編●SLやまぐち号●485系あかべぇ●0系新幹線開業時モデル
第42弾(2007年8月発売,全20種) みんなの電車大集合●E531系常磐線●681系サンダーバード●N700系新幹線●E4系MAX
第43弾(2007年11月発売,全17種) 新旧山手線対決！●103系●205系●E231系500番台
第44弾(2007年12月発売,全20種) 新幹線･特急大集合2●700系新幹線●小田急ロマンスカー7000形LSE●300系新幹線●923形ドクターイエロー
第45弾(2008年2月発売,全16種) 253系成田エクスプレス&485系雷鳥
第46弾(2008年3月発売,全15種) ミニモータートレインRS(レールウェイサウンド) N700系新幹線&E231系500番台山手線
第47弾(2008年5月発売,全20種) 日本列島通勤電車スペシャル●E233系京浜東北線●205系南武線●103系京葉線●201系関西本線●205系京阪神緩行線
第48弾(2008年7月発売,全16種) C57 178蒸気機関車&EF81 149電気機関車&車両基地
第49弾(2008年9月発売,全18種) さよなら0系新幹線スペシャル●0系新幹線●922形ドクターイエロー●0系新幹線フレッシュグリーン●0系新幹線ウエストひかり
第50弾(2008年10月発売,全16種) 小田急ロマンスカー60000系MSE&E926形East-i
第51弾(2008年12月発売,全13種) ミニモータートレインRS(レールウェイサウンド) E231系総武線&201系大阪環状線
第52弾(2009年2月発売,全20種) SLスペシャル●SLやまぐち号(C57 1)●C58 31蒸気機関車･貨物列車●D51 496蒸気機関車
第53弾(2009年3月発売,全16種) 新幹線･特急スペシャル●小田急ロマンスカー60000形MSE●500系新幹線●885系ソニック
第54-1弾(2009年5月発売,全10種) はじめてのミニモータートレイン700系新幹線編
第54-2弾(2009年5月発売,全10種) はじめてのミニモータートレイン923形ドクターイエロー編
第55弾(2009年7月発売,全20種) 新幹線･特急大集合3●E2系新幹線はやて●0系新幹線開業時モデル●N700系新幹線●ED76形寝台特急はやぶさ
第56弾(2009年10月発売,全18種) 新幹線･特急スペシャル2●E3系2000番代新幹線つばさ●E4系新幹線Max●681系特急サンダーバード
第57弾(2009年12月発売,全15種) 成田エクスプレス新旧対決！●E259系成田エクスプレス●253系成田エクスプレス
第58弾(2010年2月発売,全21種) SL&新幹線大集合●D51 496蒸気機関車●C58 31蒸気機関車･貨物列車●E3系新幹線こまち●700系新幹線ひかりレールスター
第59弾(2010年4月発売,全16種) 新旧山手線スペシャル●103系●205系●E231系500番台
第60弾(2010年7月発売,全16種) さよなら列車大集合●寝台特急北陸(EF81 134電気機関車)●400系新幹線つばさ●201系中央快速線●500系新幹線
第61弾(2010年11月発売,全14種) N700系新幹線S1編成さくら&寝台特急トワイライトエクスプレス
第62弾(2010年12月発売,全16種) スーパー特急スペシャル●北越急行特急はくたか681系2000番代●923形ドクターイエロー●小田急ロマンスカー60000形MSE
第63弾(2011年1月発売,全15種) 新型新幹線&D51 496蒸気機関車
第64弾(2011年4月発売,全20種) 日本の列車大集合●E233系5000番台京葉･内房･外房線●E4系新幹線Max●N700系新幹線●885系かもめ
第65弾(2011年06月,全20種) スーパー新幹線・特急スペシャル●E5系新幹線はやぶさ●N700系新幹線S1編成みずほ・さくら●E259系成田エクスプレス 
第66弾(2011年12月,全14種) E6系&500系新幹線 
第67弾(2012年02月,全16種) 日本の列車スペシャル●E233系3000番台東海道線●253系特急・日光、きぬがわ●700系新幹線B編成 
第68弾(2012年03月,全20種) 新幹線スペシャル～E6系・E5系・300系新幹線～ 
第69弾(2012年04月,全18種) 東西・列車スペシャル！●N700系新幹線S1編成みずほ・さくら●E231系500番台山手線●C58 31蒸気機関車・貨物列車 
第70弾(2012年07月,全20種) 新幹線の歴史 大集合●0系新幹線開業時モデル●923形ドクターイエロー●E5系新幹線●E6系(量産先行車) 
第71弾(2012年10月,全16種) 日本の列車スペシャル2●E4系新幹線Max●500系新幹線●E233系中央快速線 
第72弾(2013年01月,全13種) N700A新幹線&寝台特急北斗星・カシオペア 
第73弾(2013年08月,全20種) 新幹線大集合●E6系新幹線スーパーこまち●N700A新幹線●500系新幹線●923形ドクターイエロー 
第74弾(2013年12月,全18種) 新幹線・特急スペシャル●E5系新幹線はやぶさ●681系特急サンダーバード●寝台特急トワイライトエクスプレス 
第75弾(2014年04月,全16種) ドクターイエロースペシャル●922形ドクターイエロー●923形ドクターイエロー●E926形East-i 
第76弾(2014年07月,全20種) E7系北陸新幹線●E7系北陸新幹線●E6系こまち●E5系はやぶさ 
第77弾(2016年05月,全16種) H5系北海道新幹線&E7系北陸新幹線 
第78弾(2017年02月,全16種) E3系2000番台山形新幹線つばさ&N700A新幹線 
- 基本的に車両・レール・ストラクチャーが入っているが、車両のみの弾や車両と直線・曲線レールのみの弾もある。一回200円。

- ミニモータートレインIR(第12,13,16,34弾)には通常のラインナップに加え、赤外線リモコン車も入っている。

- ミニモータートレインRS(第22,46,51弾)には通常のラインナップに加え、サウンド駅舎・サウンド信号所も入っている。

- はじめてのミニモータートレイン(第54-1,54-2弾)には車両・レール・ストラクチャーが入っている。車両は1種のみでストラクチャーの種類が多い。

SE
第1弾(2005年11月発売,全8種) ミニモータートレインSE(スペシャルエディション) E231系500番台山手線&500系新幹線
第2弾(2005年11月発売,全4種) 専用ストラクチャーセット
- SEは先頭車(LED付)・モーター車・後尾車(LED付)・サウンド駅舎・サウンド信号所が入っている。一回300円。

- 専用ストラクチャーセットは直線レール・曲線レール・坂道レール・高架橋(2種)が入っている。一回100円。

玩菓
第1弾(2004年10月発売,全12種) 500系新幹線&485系特急電車
第2弾(2005年3月発売,全6種) ドラえもん海底列車
第3弾(2005年6月発売,全12種) 0系新幹線&EF81電気機関車「トワイライトエクスプレス」
- 箱に入っておりスーパー・コンビニで販売された。一個250円(税別)。

ミニモーターワールドコンボセット
第1弾(2003年3月発売,全17種) 205系通勤形電車･ヴォクシー･レンジャープロ
第2弾(2003年10月発売,全17種) 700系新幹線･エルグランド･エアロクイーン
第3弾(2004年10月発売,全15種) 小田急ロマンスカーLSE(旧塗装色)･小田急路線バス
第4弾(2005年4月発売,全13種) 205系通勤型電車「武蔵野線」･都営バス
- 同社から発売されているミニモーターカーとセットになっており、踏切や立体交差が入っている。一回200円。